# Oncosiphon suffruticosum
Oncosiphon suffruticosum (en afrikáans Knoppiesstinkkruid, «hierba botón hedionda») es una especie de planta originaria de Namibia y las provincias Cabo Occidental y Cabo del Norte de Sudáfrica. La especie figura en la Lista Roja de SANBI como «segura» (LC).
Oncosiphon suffruticosum es una planta anual con hojas que tienen un olor irritante. La flor consta de muchos botones amarillos de alrededor de 5 milímetros de diámetro. Alcanza unos 30 cm de altura y tiene hojas plumosas de color verde grisáceo. Crece en suelos áridos y arenosos, como las orillas de las marismas. En Australia, se considera una especie invasora.
En Sudáfrica, es una maleza que puede desafiar seriamente los cultivos, debido a su fuerte olor que repele a la mayoría del ganado y afecta negativamente el sabor de la leche y la carne de los animales que la consumen. Afortunadamente, solo se propaga por siembra directa y, por lo tanto, se propaga lentamente.